# یاروسلاو پلیکان
یاروسلاو پلیکان (انگلیسی: Jaroslav Pelikan؛ ‏ ۱۷ دسامبر ۱۹۲۳ – ۱۳ مهٔ ۲۰۰۶) مورخ، نویسنده، متخصص الهیات مسیحی، تاریخ مسیحیت و تاریخچه روشنفکری و استاد دانشگاه ییل اهل ایالات متحده آمریکا بود.
او در اکرون، اوهایو از پدری اسلواک و مادری صِرب به‌دنیا آمد. پدرش یک پیشوای روحانی لوتری در شیکاگو بود. یاروسلاو پلیکان در سن ۲۲ سالگی از دانشگاه شیکاگو مدرک پی‌اچ‌دی الهیات گرفت و از سال ۱۹۶۲ استاد دانشگاه ییل شد و در سال ۱۹۷۲ به درجهٔ علمی پروفسور استرلینگ رسید. وی در سال ۱۹۹۶ بازنشستگی افتخاری یافت. پلیکان عضو فرهنگستان هنر و علوم آمریکا و انجمن فیلسوفان آمریکا و یکی از ویراستاران بخش دینی دانشنامه بریتانیکا بود. او در سال ۱۹۸۰ «شورای علما و صاحب‌نظران» کتابخانه کنگره را بنیان نهاد. در سال ۱۹۸۳ موقوفه ملی علوم انسانی وی را برگزید تا دوازدهمین سخنرانی سالیانهٔ جفرسون را انجام دهد که بالاترین افتخاری است که توسط دولت فدرال برای دستاوردهای برجستهٔ یک صاحب‌نظر در حوزهٔ علوم انسانی اعطا می‌شود. این سخنرانی، بعدها پایه‌ای برای نگارش یکی از کتابهایش «اثبات سنت» شد. او همچنین سخنران گیفورد در سال ۱۹۹۲–۱۹۹۳ در دانشگاه آبردین بود. بیل کلینتون او را برای خدمت در «کمیته ریاست جمهوری هنر و علوم انسانی» منصوب کرد. او کتاب‌ها و مقالات متعددی در زمینهٔ الهیات مسیحی، تاریخ مسیحیت و تاریخچه روشنفکری نگاشت و برندهٔ جوایز و افتخارات فراوانی شد.